# Bain des frères Krsmanović
Le bain des frères Krsmanović (en serbe cyrillique : Парно купатило браће Крсмановић ; en serbe latin : Parno kupatilo braće Krsmanović) est situé à Belgrade, la capitale de la Serbie, dans la municipalité urbaine de Stari Grad. Construit entre 1901 et les années 1920, il est inscrit sur la liste des biens culturels de la Ville de Belgrade.

## Présentation
Le bain des frères Krsmanović, situé 45a rue Cara Dušana, a été construit entre 1901 et les années 1920 sur les vestiges d'un ancien petit bain turc datant probablement du XVIIIe siècle. Au milieu du bain se trouve une piscine circulaire (le bain turc) ainsi qu'une piscine, plus petite, octogonale, remplie d'eau froide. Les fondations de la pièce contenant la piscine circulaire ainsi que les canalisations situées sous le sol sont en fait des vestiges du vieux bain turc.
Le bâtiment des frères Krsmanović a été dessiné dans le style académique. Il est constitué d'un simple rez-de-chaussée, avec un retrait latéral possédant un étage surmonté par une balustrade. La partie centrale de la façade symétrique est dotée d'un portail ; les fenêtres sont couronnées d'une série de tympans triangulaires.